# Campyloneurus crassitarsis
Campyloneurus crassitarsis är en stekelart som först beskrevs av Cameron 1903.  Campyloneurus crassitarsis ingår i släktet Campyloneurus och familjen bracksteklar. Inga underarter finns listade.